# Brahma Sahampati

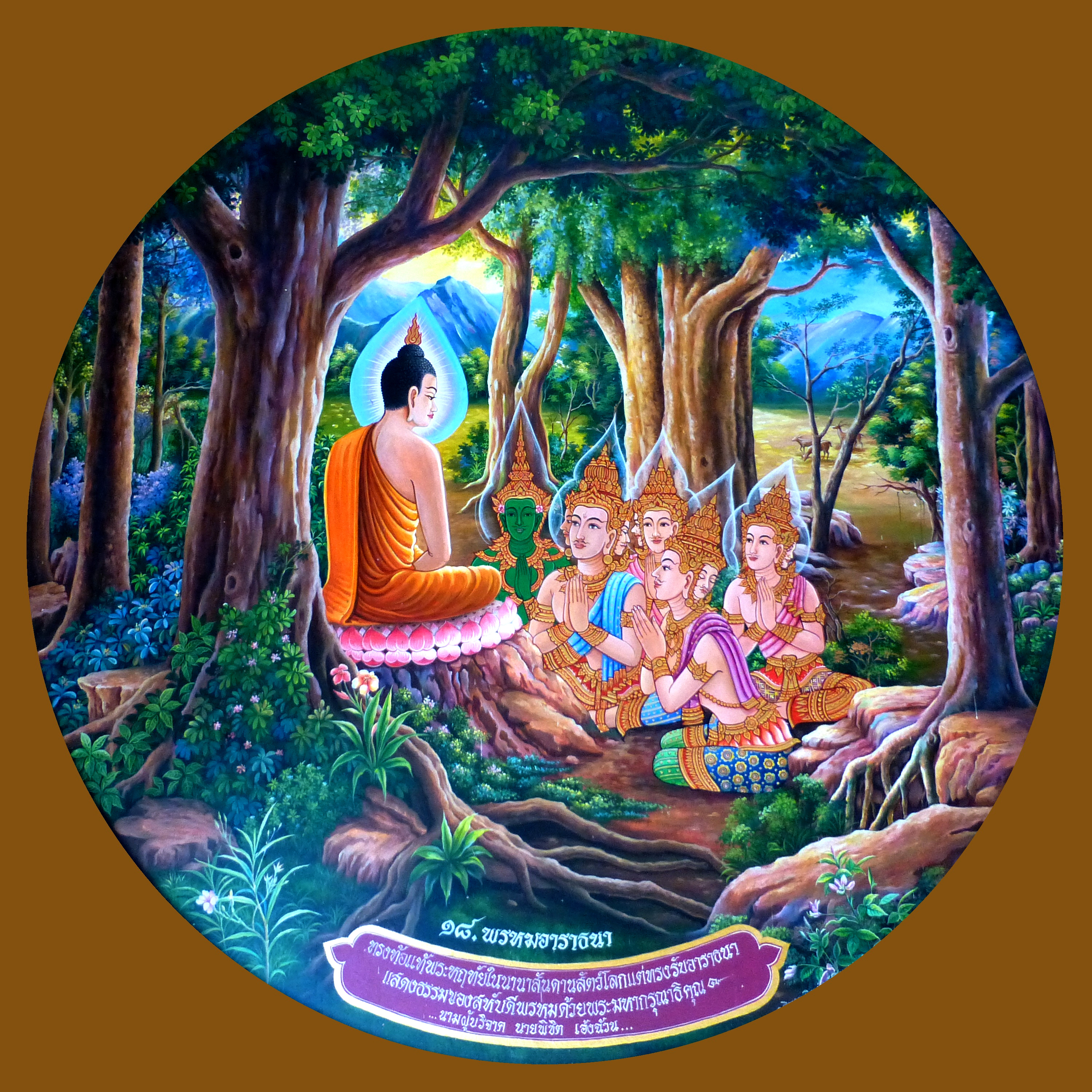
Brahma Sahampati prosi Gautamę Buddę, aby przekazał naukę.

Brahma Sahampati – uważany jest za najwyższe bóstwo wśród mahabrahmów, będąc niewidzialnym towarzyszył Buddzie, gdy ten osiągał oświecenie. Później, kiedy Budda medytował w Uruveli, Brahma Sahampati dodawał mu odwagi potrzebnej do przekazywania Dharmy ludziom.
Zgodnie z niektórymi komentarzami był on jednym z bóstw Suddhavasa. Był inkarnacją mnicha o imieniu Sahaka, praktykującego wcześniej w sandze tradycji Buddy Kaśyapy.
Pewnego razu przekonał kobietę, której syn był mnichem, żeby zamiast składać dary Brahmie, dała jałmużnę swojemu synowi (który przypadkowo nazywał się Brahmadeva).
Saṃyutta Nikāya zawiera wersy uważane za wypowiedziane przez Brahmę Sahampatiego, kiedy ten razem z Śakrą towarzyszył Buddzie. Brahma Sahampati był przy Buddzie przy jego śmierci. Przypisywane mu wersy zebrane są w Mahāparinibbāna-sutta.
Ze wszystkich Brahmów był prawdopodobnie najbliższym Buddzie.